# Stellatoma stellata
Stellatoma stellata é uma espécie de gastrópode do gênero Stellatoma, pertencente a família Mangeliidae.